# Bartholomé Tecia
Bartholomé Tecia (né vers 1550 et mort en 1566) est un collégien originaire du Piémont exécuté le 10 juin 1566 à Genève pour « crime de sodomie ». Son procès et sa condamnation ont eu lieu trente ans après l’adoption de la Réforme à Genève. Âgé de 15 ans, il fut condamné à mort, torturé, ligoté et noyé dans le Rhône. Son histoire a été rendue publique en 2008 par une pièce de théâtre.
Bartholomé Tecia est l'une des 13 personnes condamnées à la noyade à Genève pour homosexualité entre 1558 et 1619, dont deux femmes. On dénombre un total de 33 personnes condamnées à mort à Genève sous cette même accusation de 1444 à 1662, date de la dernière exécution.

## Biographie

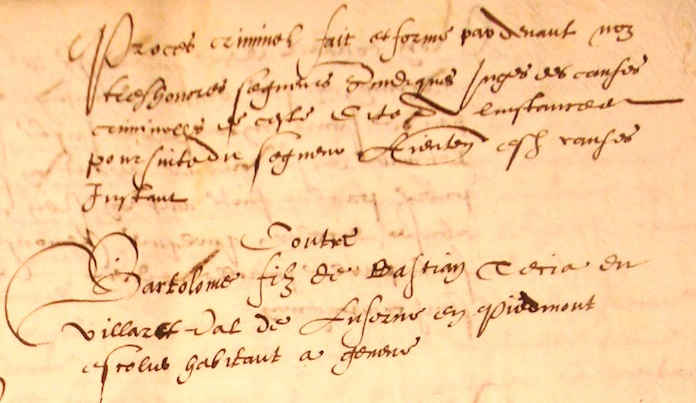
En-tête du jugement rendu le 10 juin 1566 contre Bartholomé Tecia.

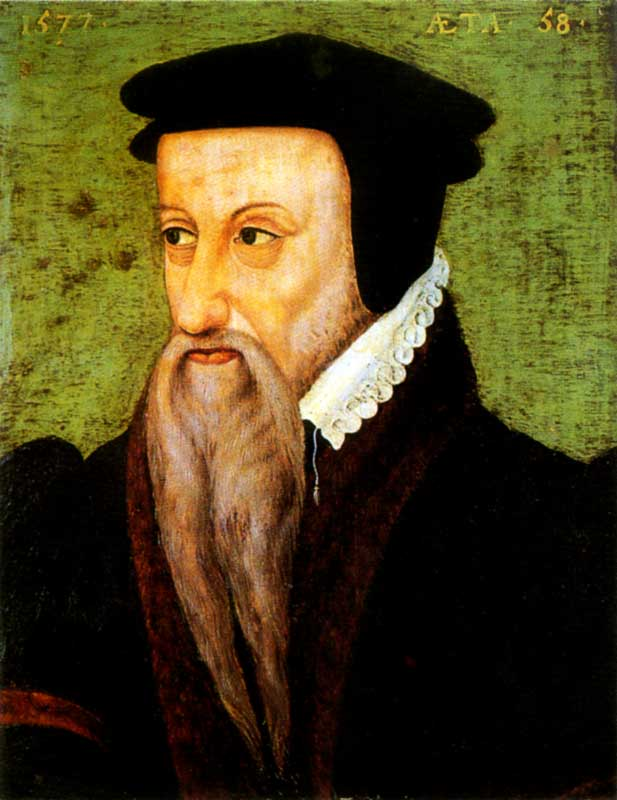
Théodore de Bèze en 1577.

La vie et la mort de Bartholomé Tecia sont connues par les procès-verbaux rédigés à l'occasion de son procès à Genève, du 28 mai au 10 juin 1566. Ces documents nous apprennent qu'il est le fils de Bastien Tecia, originaire du Villar dans les vallées vaudoises du Piémont, et que sa famille (qui appartient probablement à l'Église vaudoise du Piémont) l'envoie à Genève pour y poursuivre ses études. Il loge chez le Principal du collège, Théodore de Bèze, successeur de Jean Calvin. Il a pour camarades d’école notamment Théodore Agrippa d'Aubigné (1552-1630) et un certain Émeric Garnier. Une affaire de mœurs à laquelle sont mêlés ces deux derniers amène Bartholomé devant le tribunal. Agrippa affirme que Bartholomé aurait « tenté de le bougrer ». Bartholomé Tecia est condamné au supplice et à la mort, ligoté et noyé dans le Rhône.
Dans son avis de droit donné au Petit Conseil le 31 mai 1566, Germain Colladon, préconise la torture pour obtenir des aveux de Bartholomé Tecia. La peine n'a pas lieu d'être adoucie car Bartholomé a « constamment nié » sa culpabilité, et la peine accoutumée à cette époque pour les cas de sodomie est la noyade.
La sentence est prononcée au nom des douze membres présents du Petit Conseil. 

« Ayant Dieu et ses Saintes Écritures devant nos yeux et invoqué son Saint Nom pour faire droit jugement, disons « Au nom du Père, du Fils et du Saint Esprit, Amen » par notre définitive sentence laquelle donnons ici par écrit : Toi, Barthélemy Tecia, condamnons à être lié de cordes, mené hors la Corraterie, sur le fleuve du Rhône, et là, en iceluy être noyé et submergé, façon accoutumée, tellement que l'âme soit séparée de son corps. Et ainsi finira tes jours pour être en exemple aux autres qui tels cas voudraient commettre. Et à vous, notre lieutenant, commandons de mettre notre présente sentence à due et entière exécution. Le lundi 10 juin 1566. »

Les rares témoignages d'époque, à Genève ou ailleurs en Suisse, suggèrent que le condamné était recroquevillé poignets et chevilles liés, puis jeté depuis une barque et maintenu sous l’eau jusqu'à ce que mort s'ensuive. Le public était rassemblé sur la rive et sur d'autres barques pour assister au spectacle de l’exécution. Le corps était ensuite ramené à terre, puis traîné sur une claie jusqu'au lieu habituel des exécutions, où il était enterré.

## Contexte historique
En l'an 1566, il y a tout juste trente ans que les Bernois ont envahi le pays de Vaud et qu'à Genève le Conseil général a adopté la Réforme protestante. L'Académie de Genève est inaugurée en 1559. Théocratie sous l'égide de Théodore de Bèze depuis la mort de Calvin, la république proclame en 1564 et 1566 les « Ordonnances somptuaires » réglementant les vêtements et les repas publics.
Les guerres de religion ont sévi de 1562 à 1598 autour de Genève, de même que la peste. Au XVIe siècle, les tribunaux pendent, décapitent et brûlent, à Genève moins qu'ailleurs semble-t-il, un cinquième seulement des procès conduisant à l'exécution[réf. nécessaire]. Certains condamnés sont accusés d'être papistes, de croire en la transsubstantiation ou encore de contester le dogme de la Trinité comme Michel Servet en 1553. Bartholomé Tecia appartient à ceux et celles qui dérangent par leur différence considérée comme « abominable », tout comme les dizaines de « sorciers et sorcières » dont la dernière, Michée Chauderon, sera pendue et brûlée en 1652.
En 1554 trois garçons pubères poursuivis pour sodomie sont condamnés à la noyade, une peine considérée comme plus douce que le bûcher habituellement imposé aux « sodomites ». En 1559 Jaquema Gonet a de même commis « les actes abominables de sodomie, de péché contre nature », elle est aussi condamnée à la noyade. Guillaume Brancard est noyé en 1561, Pierre Jobert et Thibaud Lespligny en 1562, Ozias Lamotte en 1563. D'autre part, la condamnation à la noyade est appliquée pour des cas d'infanticide, d'adultère, d'inceste ou encore de viols d'enfants,.

## Hommages

### Pièce de théâtre
La pièce de théâtre Bartholomé Tecia, un procès ordinaire de Jean-Claude Humbert a reçu en 2005 le Prix de la société genevoise des écrivains, offert par la Ville de Genève. Elle a été créée au théâtre « Les Salons » le 3 avril 2008, dans une mise en scène de Lucienne Babel et Yvan Muller,.
De larges extraits du dossier des Archives d'État de Genève contenant les procès-verbaux du procès de Bartholomé Tecia sont repris dans la pièce, laissés dans leur langue originale du XVIe siècle, langue alors bien plus hardie qu'aujourd'hui.

### Plaque commémorative
C'est à l'initiative de l'association Network Genève qu'une motion déposée par le Conseiller municipal Yves de Matteis, signée par 14 conseillers municipaux en 2010 et acceptée par la commission des arts et de la culture en février 2012, a demandé que la Ville de Genève appose une plaque commémorative.
Cette plaque épigraphique a été inaugurée place Bel-Air à Genève le 10 juin 2013,, à l'endroit même où Bartholomé Tecia fut noyé dans le Rhône, en présence de la maire de la Ville de Genève Sandrine Salerno, du président du Conseil d'État Charles Beer, de la représentante du Haut-Commissariat des Nations unies aux droits de l'homme Marcia Kran, du président de Network Suisse Oliver Fritz et du responsable de Network Genève Dominique Rachex, ainsi que de représentants des associations LGBT de Genève et de Suisse,. Au centre de la plaque se trouve un code QR qui est un lien vers une page Internet sur le site officiel de la Ville de Genève, avec un texte explicatif en français, allemand, italien et anglais.
|  |  |  |

Texte de la plaque :

« BARTHOLOMÉ TECIA. Étudiant piémontais âgé de 15 ans, dénoncé, torturé et condamné le 10 juin 1566 à être noyé en ce lieu, pour crime d’homosexualité. Aujourd’hui, l’orientation sexuelle et l’identité de genre doivent être reconnues universellement comme étant des droits humains fondamentaux. À travers le monde, des personnes continuent d'être discriminées, persécutées et condamnées du seul fait de leur orientation sexuelle ou de leur identité de genre. Posée le 10 juin 2013 à l’initiative de network. »

## Polémique
Le 21 juin 2013, un billet signé « La rédaction » paru sur le blog de réinformation LesObservateurs.ch remet en cause la condamnation de Bartholomé Tecia pour homosexualité. Selon ce billet (cité par la Tribune de Genève du 25 juin 2013), il aurait été condamné pour avoir exercé une « contrainte sexuelle sur la personne de deux garçons, se rendant coupable de tentative de viol et de harcèlement ». Cette analyse se baserait, selon les auteurs, sur les témoignages directs de deux de ses camarades dont Théodore Agrippa d'Aubigné, cité dans l'ouvrage « Le premier séjour d'Agrippa d'Aubigné à Genève » d'Eugénie Droz. Cette interprétation est contestée par Franceline Dupanloup, chargée des questions d'homophobie pour l'État de Genève, qui déclare que « Bartolomeo Tecia a été torturé et condamné à la noyade pour crime de sodomie, pas pour contrainte sexuelle à l'égard des plaignants ».